# Гол столетия
«Гол столетия» — гол, признанный лучшим в истории чемпионатов мира по футболу по итогам опроса, организованного на сайте FIFA во время проведения первого мирового чемпионата XXI века. Он был забит аргентинцем Диего Марадоной на 55-й минуте четвертьфинала чемпионата мира по футболу 1986 года против Англии.

## История
Матч состоялся 22 июня 1986 года на стадионе «Ацтека» в Мехико. «Гол столетия» был забит после прорыва Марадоны в штрафную английской команды, в ходе которого он обыграл шесть игроков, включая вратаря. За четыре минуты до этого Марадона забил рукой мяч, получивший название «рука Бога».
Впоследствии Марадона признавался, что отчасти обязан этим голом благородству английских защитников, которые не попытались сбить его, нарушив правила. Английский бомбардир Гари Линекер, который забил единственный гол своей команды в этом матче, заявил, что при виде этого чудо-гола его впервые в жизни подмывало зааплодировать сопернику. Полузащитник англичан Крис Уоддл так отозвался об этом эпизоде: «Мы с Джоном Барнсом сидели на скамейке, раскрыв рты, когда Марадона, подхватив мяч на своей половине поля, прошёл половину нашей команды и забил гол. Его гол я не забуду никогда. Одновременно хотелось аплодировать и плакать».